# Tortrimosaica
Tortrimosaica là một chi bướm đêm thuộc họ Tortricidae.

## Các loài
- Tortrimosaica polypodivora Brown & Baixeras in Brown, Baixeras, Solorzano-Filho & Kraus, 2004